# Vacaville (Kalifornija)
Vacaville je grad u američkoj saveznoj državi Kalifornija. Prema popisu stanovništva iz 2010. u njemu je živjelo 92.428 stanovnika.